# Alexandre Prémat
Alexandre Prémat (Juvisy-sur-Orge, 5 april 1982) is een Frans autocoureur.
In 2002 behaalde won Prémat het Franse Formule Renaultkampioenschap.
In 2003 en 2004 reed Prémat in de Formule 3 Euroseries. In het seizoen 2004 wist hij de Masters of Formula 3 in Zandvoort te winnen.
In het seizoen 2005/2006 reed Prémat voor het Franse A1 Team. Hij won samen met zijn teamgenoot Nicolas Lapierre de titel voor hun geboorteland.